# Guy Jodoin
Pour les articles homonymes, voir Jodoin.
Guy-Yves Jodoin, dit Guy Jodoin, né le 27 décembre 1966 à Sherbrooke, est un comédien et animateur de télévision québécois. Il est surtout connu pour sa participation à plusieurs émissions pour enfants, dont son rôle du capitaine Charles Patenaude dans les émissions et les films de la série Dans une galaxie près de chez vous. Il est connu aussi pour animer le jeu télévisé Le Tricheur.

## Carrière
Guy Jodoin est né le 27 décembre 1966 à Sherbrooke. Diplômé en sciences pures, il s'inscrit en théâtre au Collège Lionel-Groulx. Terminant premier de la promotion 1986-1989,, il commence sa carrière à la télévision jeunesse.
Il joue notamment dans Télé-Pirate, Watatatow, Radio Enfer, Dans une galaxie près de chez vous, et Tactik. En 1998, à 31 ans, il joue le rôle d’un homosexuel farfelu dans la pièce Ma grosse chum de fille. Jodoin joue également dans plusieurs téléromans et feuilletons télévisés tels Histoires de filles. Il anime l'émission estivale Sucré salé pendant 12 ans. Puis c'est Patrice Bélanger qui devient le nouvel animateur pour l'été 2015.
Il joue, au cinéma, dans le film Contre toute espérance de Bernard Émond
Il anime depuis 2012 le jeu télévisé Le Tricheur diffusée du lundi au vendredi à 18h30 sur les ondes de TVA.
En 2020, il décroche le rôle de Marc-André Bonenfant dans la série Alertes dans laquelle il partage l'écran avec Sophie Prégent et celui de Charles Lépine dans la série Escouade 99 dans laquelle il partage l'écran avec Widemir Normil.
En 2022, il remporte le prix Gémeaux pour le meilleur premier rôle masculin dans l'émission Alertes.
En 2025, Guy Jodoin animera la 3e saison de Sortez-moi d’ici avec Rosalie Vaillancourt.

## Famille
Guy Jodoin a quatre enfants, deux filles et deux garçons.

## Filmographie

### Cinéma
- 1991 : Nelligan : Ernest Martel
- 1991 : Amoureux fou de Robert Ménard : livreur de fleurs
- 1997 : Les Boys : Pierrot
- 2004 : Dans une galaxie près de chez vous : capitaine Charles Patenaude
- 2007 : À vos marques... party! : Jean-Marc Roberge
- 2007 : Contre toute espérance : Gilles Dubuc
- 2008 : Dans une galaxie près de chez vous 2 : capitaine Charles Patenaude
- 2008 : Volt : voix de Rino
- 2009 : À vos marques... party! 2 : Jean-Marc Roberge
- 2011 : Rio : voix de Pedro
- 2014 : Antoine et Marie de Jimmy Larouche : Richard Tremblay
- 2014 : Rio 2 : voix de Pedro
- 2015 : Ego Trip : Richard Beaudoin
- 2019 : Mon Ami Walid : Richard Beaudoin
- 2022 : Niagara de Guillaume Lambert : Victor

### Animation
- 1991-1996 : Télé-Pirate
- 1995-1997 : Le Studio
- 2002-2014 : Sucré salé
- 2004 : Pour le meilleur et pour le pire
- 2006-2007 : KARV l'anti-gala
- 2006 : Surprise sur prise
- 2007-2008 : Que feriez-vous pour 100 piasses
- 2011 : Les auditions Star Académie 2011
- 2012- : Le Tricheur
- 2021 : La belle tournée
- 2025 : Sortez-moi d’ici! (Télé-réalité) – Animateur avec Rosalie Vaillancourt[8]

### Télévision
- 1990 : Alphabus : Alphabus
- 1992-1994 : Chop Suey : Walter Blais
- 1990-1995 : Les Débrouillards
- 1990-1991 : Watatatow : Léo Cantin-Marquis
- 1992 : Bouledogue Bazar
- 1995 : Radio Enfer (1 épisode) : Bertrand-Henri Lapointe
- 1996 : Marguerite Volant : Dr Jean Fleury
- 1998-2001 : Dans une galaxie près de chez vous : capitaine Charles Patenaude
- 1999-2008 : Histoires de filles : Gerry Lafleur
- 2001 : N'ajustez pas votre sécheuse
- 2002 : Max Inc.
- 2002 : Le Monde de Charlotte : Paul Draper
- 2002-2005 : Rumeurs : Sabin Paquette
- 2009-2010 : Tactik : Luc Desmarais
- 2014-2016 : Les Jeunes Loups : Paul Brassard, premier ministre du Québec
- 2017- : Karl et Max : Max Villeneuve
- 2018-2019 : À la valdrague : Père Tremblay
- 2018-2020 : La dérape : Rick
- 2019 : Alerte Amber : Marc-André Bonenfant
- 2020- : Escouade 99 : Charles Lépine
- 2021-2022 : Alertes : Marc-André Bonenfant

## Théâtre
- 1989 : Les amis (Espace Go)
- 1990 : L'école des femmes (TNM)
- 1994 : Le dindon (Théâtre du Rideau vert)
- 1995 : La Fontaine ou la comédie des animaux (Théâtre du Rideau vert)
- 1996 : Barouf a Chioggia (Théâtre du Rideau vert)
- 1997 : Le Misanthrope (TNM)
- 1997 : La tempête (Théâtre du Rideau vert)
- 1999 : Couteau (Espace Go)
- 2001 : Les Fourberies de Scapin (Théâtre du Rideau vert)
- 2008 : Les Sunshine Boys (Compagnie Jean-Duceppe)
- 2010 : Le Bourgeois gentilhomme (TNM)
- 2011 : Elling (Compagnie Jean-Duceppe)
- 2018 : Bilan (Théâtre du Nouveau Monde)[9]

## Radio
- 2007-2009 : Juste pour le fun à CKOI-FM avec Richard Turcotte et Jean-Claude Gélinas
- 2009-2011 : Lève-toi et Marche à CKOI-FM avec Laurent Paquin, Patrice Bélanger et Karine Robert